# Grand Prix Formule 1 van Frankrijk 1976
De Grand Prix Formule 1 van Frankrijk 1976 werd gehouden op 4 juli 1976 in Paul Ricard.

## Uitslag
| Positie | Nummer | Rijder             | Team               | Ronden | Tijd/Opgave     | Startplaats | Punten |
| ------- | ------ | ------------------ | ------------------ | ------ | --------------- | ----------- | ------ |
| 1       | 11     | James Hunt         | McLaren-Ford       | 54     | 1:40:58.60      | 1           | 9      |
| 2       | 4      | Patrick Depailler  | Tyrrell-Ford       | 54     | + 12.70         | 3           | 6      |
| 3       | 28     | John Watson        | Penske-Ford        | 54     | + 23.55         | 8           | 4      |
| 4       | 8      | Carlos Pace        | Brabham-Alfa Romeo | 54     | + 24.82         | 5           | 3      |
| 5       | 5      | Mario Andretti     | Lotus-Ford         | 54     | + 43.92         | 7           | 2      |
| 6       | 3      | Jody Scheckter     | Tyrrell-Ford       | 54     | + 55.07         | 9           | 1      |
| 7       | 34     | Hans Joachim Stuck | March-Ford         | 54     | + 1:21.55       | 17          |        |
| 8       | 16     | Tom Pryce          | Shadow-Ford        | 54     | + 1:30.67       | 16          |        |
| 9       | 35     | Arturo Merzario    | March-Ford         | 54     | + 1:53.57       | 20          |        |
| 10      | 20     | Jacky Ickx         | Wolf-Ford          | 53     | + 1 Ronde       | 19          |        |
| 11      | 7      | Carlos Reutemann   | Brabham-Alfa Romeo | 53     | + 1 Ronde       | 10          |        |
| 12      | 17     | Jean-Pierre Jarier | Shadow-Ford        | 53     | + 1 Ronde       | 15          |        |
| 13      | 21     | Michel Leclere     | Wolf-Ford          | 53     | + 1 Ronde       | 22          |        |
| 14      | 26     | Jacques Laffite    | Ligier-Matra       | 53     | + 1 Ronde       | 13          |        |
| 15      | 12     | Jochen Mass        | McLaren-Ford       | 53     | + 1 Ronde       | 14          |        |
| 16      | 18     | Brett Lunger       | Surtees-Ford       | 53     | + 1 Ronde       | 23          |        |
| 17      | 25     | Guy Edwards        | Hesketh-Ford       | 53     | + 1 Ronde       | 25          |        |
| 18      | 22     | Patrick Neve       | Ensign-Ford        | 53     | + 1 Ronde       | 26          |        |
| 19      | 10     | Ronnie Peterson    | March-Ford         | 51     | Benzinesysteem  | 6           |        |
| NF      | 19     | Alan Jones         | Surtees-Ford       | 44     | Ophanging       | 18          |        |
| NF      | 9      | Vittorio Brambilla | March-Ford         | 28     | Oliedruk        | 11          |        |
| NF      | 30     | Emerson Fittipaldi | Fittipaldi-Ford    | 21     | Oliedruk        | 21          |        |
| NF      | 38     | Henri Pescarolo    | Surtees-Ford       | 19     | Ophanging       | 24          |        |
| NF      | 2      | Clay Regazzoni     | Ferrari            | 17     | Motor           | 4           |        |
| NF      | 1      | Niki Lauda         | Ferrari            | 8      | Motor           | 2           |        |
| NF      | 6      | Gunnar Nilsson     | Lotus-Ford         | 8      | Versnellingsbak | 12          |        |
| NF      | 24     | Harald Ertl        | Hesketh-Ford       | 4      | Differentieel   | 29          |        |
| NQ      | 33     | Damien Magee       | Brabham-Ford       |        |                 |             |        |
| NQ      | 31     | Ingo Hoffmann      | Fittipaldi-Ford    |        |                 |             |        |
| NQ      | 32     | Loris Kessel       | Brabham-Ford       |        |                 |             |        |

## Statistieken
| Pole-position | James Hunt | McLaren-Ford | 1:47.89 |
| Snelste ronde | Niki Lauda | Ferrari      | 1:51.0  |

## Noot
- Dit was de tweehonderdste Grand Prix-start voor een Italiaanse coureur.
- Dit was de eerste podiumplaats voor John Watson.
- Dit was het zeventiende opeenvolgende Grand Prix-weekend dat Niki Lauda de leider van het klassement was en hiermee vestigde hij een nieuw record. Hij verbrak het oude record van Emerson Fittipaldi - tussen de Grote Prijs van Monaco van 1972 en de Grote Prijs van Zweden van 1973 - die zestien opeenvolgende keren de kampioenschapsleider was.

1906 · 1907 · 1908 · 1912 · 1913 · 1914 · 1921 · 1922 · 1923 · 1924 · 1925 · 1926 · 1927 · 1928 · 1929 · 1930 · 1931 · 1932 · 1933 · 1934 · 1935 · 1936 · 1937 · 1938 · 1939 · 1947 · 1948 · 1949 · 1950 · 1951 · 1952 · 1953 · 1954 · 1956 · 1957 · 1958 · 1959 · 1960 · 1961 · 1962 · 1963 · 1964 · 1965 · 1966 · 1967 · 1968 · 1969 · 1970 · 1971 · 1972 · 1973 · 1974 · 1975 · 1976 · 1977 · 1978 · 1979 · 1980 · 1981 · 1982 · 1983 · 1984 · 1985 · 1986 · 1987 · 1988 · 1989 · 1990 · 1991 · 1992 · 1993 · 1994 · 1995 · 1996 · 1997 · 1998 · 1999 · 2000 · 2001 · 2002 · 2003 · 2004 · 2005 · 2006 · 2007 · 2008 · 2018 · 2019 · 2021 · 2022